# Héraclide du Pont
Pour les articles homonymes, voir Héraclide.
Héraclide du Pont ou Héraclide le Pontique, (en grec ancien Ἡρακλείδης ὁ Ποντικός), est un philosophe grec platonicien du IVe siècle av. J.-C. (né v. 388 et mort v. 310). Selon Sotion, doxographe et grammairien d’Alexandrie, il fut actif à l’Académie de Platon jusqu'à la mort de Speusippe ; il devint l'élève d’Aristote après avoir quitté son premier maître. On lui attribue un système héliocentrique partiel, mais cette attribution ne paraît pas solidement fondée : Héraclide n’était pas un astronome, mais un vulgarisateur et un polygraphe, et surtout le système cosmologique en question prend pour base la théorie mathématique des épicycles établie seulement au siècle suivant, par Apollonios de Perga.

## Biographie
Il est né à Héraclée du Pont (actuelle Ereğli) dans une famille riche du royaume du Pont ; son père et son fils s'appellent Euthyphron. De 365 à 339 av. J.-C., il se rend à Athènes et y fréquente l'Académie de Platon, où il rencontre Speusippe et Aristote. Il prend temporairement l'intérim à l'Académie de Platon lorsqu'il entreprend son dernier voyage en Sicile. En 339, à la mort de Speusippe — neveu et successeur de Platon — Xénocrate est élu scolarque de l'Académie à sa place, à une courte majorité. Il quitte alors définitivement l'Académie et va fonder sa propre école, dans sa ville natale. Héraclide le Pontique semble avoir eu comme jeune disciple un certain Dionysios. Héraclide a embrassé les doctrines pythagoriciennes, cyrénaïques ou épicuriennes à la fin de sa vie.
Soucieux de gloire, des témoignages antiques le décrivent comme le corrupteur d'émissaires que sa cité d'Héraclée du Pont avait envoyés recueillir un oracle de la Pythie à Delphes, pour lui permettre d'occuper un poste politique. Il mourut — dit-on — en tombant d'un théâtre, alors qu'il était déjà âgé.

## Sa théorie de l'invention du mot «philosophie»
« Au témoignage d'Héraclide du Pont, Pythagore aurait eu un entretien savant avec Léon, tyran de Phlionte. Comme ce dernier admirait son génie et son éloquence, lui demandant sur quel art il s'appuyait, Pythagore aurait décliné l'épithète de « sage » (sophos) et répondu qu'il ne connaissait aucun art, mais qu'il était philosophe (philo-sophos). Léon s'étonna de ce terme nouveau et demanda quelles étaient les différences entre les philosophes et les autres hommes. Pythagore répondit que la vie humaine était comparable à ces assemblées où se rendait la Grèce entière lors des grands jeux : les uns y viennent lutter pour obtenir une couronne ; d'autres cherchent à y faire du commerce ; les autres, enfin, ne s'intéressent ni aux applaudissements ni au gain, mais viennent pour voir simplement ce qui se passe aux jeux. De même, dans la vie, les uns sont esclaves de la gloire, les autres de l'argent, mais d'autres, plus rares, observent avec soin la nature : « Ce sont eux qu'on appelle amis de la sagesse, c'est-à-dire philosophes », commente Cicéron. Cette anecdote était relatée dans un dialogue d'Héraclide, Abarys, perdu, mais dont rendent compte Cicéron, et surtout Jamblique.

## Philosophie
Héraclide le Pontique est un disciple de Platon, mais son œuvre relève tout autant de l'aristotélisme. F. Wehrli le range parmi les aristotéliciens. D’après Jean-Paul Dumont, Héraclide du Pont fut successivement disciple de Platon, de Speusippe et d'Aristote[réf. nécessaire]. Comme Cléarque de Soles, il fait partie des aristotéliciens qui ne penchent pas vers le matérialisme (Dicéarque, Aristoxène, Straton de Lampsaque) mais vers un platonisme qui sépare l'âme du corps. Héraclide reprenait les théories des pythagoriciens, qui pensaient que les âmes dépouillées de leur corps suivaient la voie lactée, car les âmes sont composées de lumière astrale.

## Science

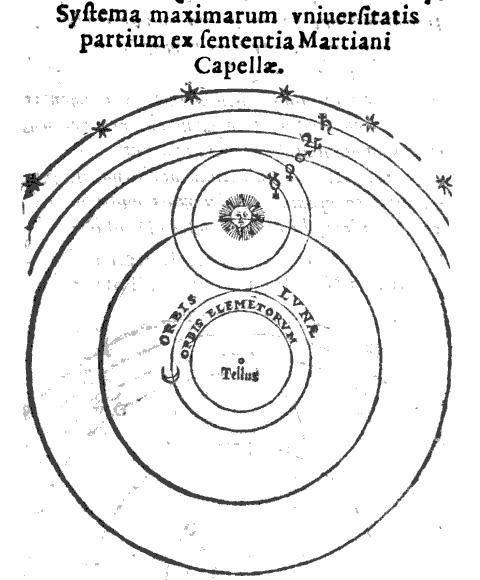
Représentation en 1573 par Valentin Naboth du modèle astronomique géo-héliocentrique d'Héraclide transmis par Martianus Capella.

D'après Chalcidius, il exposa la thèse d'un système géocentrique où Vénus tourne autour du Soleil pour en expliquer les variations d'éclat.
Ce système, étendu à Mercure, est connu d'Adraste d'Aphrodisie (cité par Théon de Smyrne). Vitruve, Cicéron cité par Macrobe et Martianus Capella. Il semble anticiper le modèle que développera Tycho Brahe.
Après Philolaos de Crotone, Héraclide le Pontique aurait été l'un des premiers à soutenir la thèse de la rotation de la Terre sur elle-même en son axe, chaque jour de 24 heures, afin d'expliquer le mouvement apparent des étoiles au cours de la nuit,. Pour lui, la sphère du ciel étoilé est toujours fixe. Ainsi, il sut éviter de croire la fausse et trompeuse évidence de l'apparente rotation journalière des corps célestes en mouvement autour de la Terre. Comme les personnages fictifs de son traité Sur les pythagoriciens, Ecphante et Hicétas, Héraclide croyait au mouvement journalier causé par la rotation de la planète Terre sur son axe. Il soutenait que la voûte céleste est fixe, et que seule la Terre est en mouvement et tourne autour de son axe ; ce mouvement explique selon lui l’illusion du mouvement de tous les astres. Constatant les difficultés et les incertitudes posées par les manuscrits du Timée de Platon en 40 b-c, il s’avisa de soutenir que c’était la Terre qui se mouvait par le cercle oblique du Zodiaque tournant à l’entour de son essieu. En faisant tourner Mercure et Vénus autour du Soleil, mais en conservant à la Terre sa place centrale, il fut finalement un des premiers philosophes à ouvrir la voie à l’héliocentrisme. Plus tard dans ses propres écrits Copernic revendiquera Héraclide comme son digne prédécesseur quant à cette judicieuse hypothèse : « Héraclide du Pont et Ecphantos ne donnent pas, il est vrai, à la Terre un mouvement de translation [révolution autour du Soleil, héliocentrisme]… Partant de là, j'ai commencé, moi aussi, à penser à la mobilité de la Terre. »

## Histoire
Dans divers dialogues qu'il rédigea, il mettait en scène des orateurs, rois, poètes célèbres entamant des joutes oratoires. Son Traité sur le Pouvoir donnait de nombreuses informations sur l'histoire des rois grecs, et Selon Héraclide du Pont, « Périandre, fils de Cypsélos, natif de Corinthe, descendait des Héraclides. Il épousa Lysidé, qu’il appelait Mélissa : c’était la fille de Proclée, le tyran d’Épidaure, et d’Éristhénée, fille elle-même d’Aristocrate et sœur d’Aristodème, lesquels étendaient leur pouvoir sur presque toute l’Arcadie ». Ainsi, les rois d'Orchomène auraient régné sur presque toute l'Arcadie.
Il indiquait aussi que les Lydiens, un peuple d'Asie Mineure occidentale, furent les premiers à battre monnaie. Le philosophe péripatéticien Théophraste contredit Héraclide au sujet de la loi de Dracon qui condamnait à mort toute personne déclarée oisive, c'est-à-dire dont on ne peut définir ou deviner ni la condition ni les ressources : Héraclide dit que c'est une loi de Solon, et que Pisistrate l'a imitée et généralisée ; Théophraste prétend que c'est une loi de Solon qui avait déjà été appliquée.

## Poésie
Selon Héraclide, l’Iliade et l’Odyssée d’Homère seraient les plus anciens textes allégoriques ; il citait dans son ouvrage Allégories homériques, la cinquante-huitième ode d'Anacréon comme un modèle parfait du genre.

## Ses ouvrages

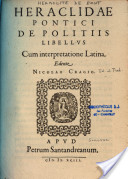
Édition latine de 1593 des fragments politiques d'Héraclide le Pontique.

Auteur d’œuvres nombreuses dans les domaines les plus variés, il ne reste que les titres de ses œuvres et quelques fragments de ses textes. Il aurait écrit des Constitutions à partir des Constitutions d'Aristote, mais on n'en a aucune certitude ; il pourrait s'agir d'un autre auteur du même nom, Héraclide Lembos.
- Allégories homériques
- Sur le Pouvoir (dialogue politique)
- Sur la Nature  (dialogue philosophique)
- Sur le Plaisir (dialogue philosophique)
- Sur les choses de l'Hadès (dialogue)

Il ne doit pas être confondu avec un autre Héraclide pontique, grammairien du Ier siècle, élève de Didyme.

### Fragments d'Héraclide du Pont
- O. Voss, De Heraclidis Pontici vita et scriptis, 1896.
- Fritz Wehrli, Die Schule des Aristoteles. Texte und Kommentare, Bâle, éd. Schwabe, 1944-1960, t. VII : Herakleides Pontikos, 1953, rééd. Bâle et Stuttgart 1969.
- Graziella Fanan, Heraclides Ponticus. Fragmenta et testimonia, apud Corpus dei papiri filosofici greci et latini, Florence, 1992, p. 214-219.
- Heraclides of Pontus. Texts and translations, edited by Eckart Schütrumpf; translators Peter Stork, Jan van Ophuijsen, et Susan Prince, Piscataway, N.J., Transaction Publishers, 2008.

### Études sur Héraclide du Pont
- Pierre Boyancé, « Sur l'Abaris d'Héraclide le Pontique », Revue des Études anciennes (REA), 36 (1934), p. 321-352 (Lire en ligne).
- Pierre Duhem, Le Système du Monde : Histoire des doctrines cosmologiques de Platon à Copernic, t. I et III, Librairie scientifique Hermann, 1913 (lire en ligne), p. 404-418 (tome I) et 47-50 (tome III).
- (en) H. B. Gottschalk, Heraclides of Pontus, Oxford, 1990.
- Th. H. Martin, Mémoires sur l'histoire des hypothèses astronomiques chez les Grecs et les Romains, partie 1, ch. v, § 3 (Mémoires de l'Académie des Inscriptions et bell es lettres, t. XXX, 2e partie, 1881).
- Paul Tannery, "Sur Héraclide du Pont" (1899), Mémoires scientifiques, Gauthiers-Villars, 1912 ss, t. IX, p. 253-259.
- (de) Fritz Wehrli, Die Schule des Aristoteles. Texte und Kommentare, Bâle, éd. Schwabe, 1944-1960, t. VII : Herakleides Pontikos, 1953, rééd. 1969.
- (en) Heraclides of Pontus. Discussion, edited by William W. Fortenbaugh, Elizabeth Pender, New Brunswick, N.J. : Transaction Publishers, 2009.
- Benoit Guilielmo, « Héraclide le Pontique : Contribution à l’étude des fragments philosophiques » [PDF] (Mémoire pour la Maîtrise de Philosophie), sur academia.edu, 2002 (consulté le 1er octobre 2020).
- Paul Couderc, Histoire de l'astronomie, vol. 165, Paris, Presses universitaires de France, coll. « Que sais-je ? », 1966 (réimpr. 6e éd. 1974) (1re éd. 1945), 128 p., p. 55-56